# Paraphytus bechynei
Paraphytus bechynei är en skalbaggsart som beskrevs av Vladimir Balthasar 1958. Paraphytus bechynei ingår i släktet Paraphytus, och familjen bladhorningar. Inga underarter finns listade.